# Alice Stewart
Dra. Alice Mary Stewart, née Naish (Sheffield, 4 de outubro de 1906 – Oxford, 3 de junho de 2002) era uma médica e epidemiologista britânica especializada em medicina social e os efeitos da radiação na saúde. Seu estudo sobre doenças induzidas por radiação entre trabalhadores da fábrica de plutônio de Hanford, Washington, é frequentemente citada por aqueles que procuram demonstrar que mesmo doses muito baixas de radiação causam riscos substanciais. Ela foi a primeira pessoa a demonstrar a ligação entre raios-X de mulheres grávidas e doenças em seus filhos. Ela foi homenageada com o Prêmio Right Livelihood em 1986.

## Vida pregressa
Stewart nasceu em Sheffield, Inglaterra, filha de dois médicos, Lucy (née Wellburn) e Albert Naish. Ambos foram pioneiros em pediatria e se tornaram heróis em Sheffield por sua dedicação ao bem-estar das crianças. Alice estudou medicina pré-clínica no Girton College, Cambridge, e em 1932 concluiu seus estudos clínicos no Royal Free Hospital, em Londres. Ela ganhou experiência em postos hospitalares em Manchester e Londres, antes de retornar ao Royal Free Hospital como registradora. Em 1941, ela assumiu um cargo de professora na Escola de Medicina da Universidade de Oxford, onde desenvolveu seu interesse em medicina social.

## Estudos epidemiológicos
O departamento de medicina social e preventiva de Oxford foi criado em 1942, com Stewart como chefe assistente. Em 1950, ela conseguiu o cargo de chefe da unidade, mas, para sua decepção, não recebeu o título de "professor", concedido ao seu antecessor, porque, nessa época, o cargo não era considerado de grande importância. No entanto, em 1953, o Conselho de Pesquisa Médica destinou fundos ao seu estudo pioneiro de raios-X como causa de câncer infantil, no qual trabalhou de 1953 a 1956. Seus resultados foram inicialmente considerados doentios. Suas descobertas sobre danos fetais causados pelas radiografias de mulheres grávidas acabaram sendo aceitas em todo o mundo e, como resultado, o uso de radiografias médicas durante a gravidez e a primeira infância (embora demore cerca de duas décadas e meia). Stewart se aposentou em 1974.
Sua investigação mais famosa ocorreu após sua aposentadoria formal, enquanto membro honorário do departamento de medicina social da Universidade de Birmingham. Trabalhando com o professor Thomas Mancuso, da Universidade de Pittsburgh, ela examinou os registros de doenças dos funcionários da planta de produção de plutônio de Hanford, no estado de Washington, e encontrou uma incidência muito maior de problemas de saúde induzidos por radiação do que foi observado em estudos oficiais. Sir Richard Doll, o epidemiologista respeitado por seu trabalho em doenças relacionadas ao fumo, atribuiu seus achados anômalos a uma análise estatística "questionável" fornecida por seu assistente, George Kneale (que estava ciente, mas pode ter calculado mal, o excesso não intencional). notificação "de diagnósticos de câncer em comunidades próximas às obras). A própria Stewart reconheceu que seus resultados estavam fora do intervalo considerado estatisticamente significativo. Hoje, no entanto, sua conta é avaliada como uma resposta ao viés percebido nos relatórios produzidos pela indústria nuclear.
Em 1986, ela foi incluída no roll of honour da Right Livelihood Foundation, um prêmio anual apresentado em Estocolmo. Stewart finalmente ganhou seu cobiçado título de "professor" através de sua nomeação como professoral companheiro de Lady Margaret Hall, Oxford. Em 1997, Stewart foi convidado a se tornar o primeiro presidente do Comitê Europeu de Riscos de Radiação.

### Obituários
- Greene, Gayle (1999). The Woman Who Knew Too Much — Alice Stewart and the Secrets of Radiation. University of Michigan Press. Ann Arbor MI: [s.n.] ISBN 0-472-11107-8
- Anthony Tucker, Guardian, sexta-feira 28 de junho de 2002. Alice Stewart: Cientista pioneira cuja pesquisa sobre os perigos dos raios X e radiação nuclear abalou o estabelecimento. Publicado na seção Ambiente.
- Carmel McCoubry, New York Times, quinta-feira, 4 de julho de 2002. Alice Stewart, 95; Raios-X ligados a doenças. Publicado na seção B, página 8.
- Caroline Richmond, The Independent, terça-feira, 9 de julho de 2002. Dra. Alice Stewart: Thorn no lado da indústria nuclear. [ligação inativa]
- Bithell. «Obituary: Professor Alice Stewart». Journal of Radiological Protection. 22: 425–8. Bibcode:2002JRP....22..425B. PMID 12680428. doi:10.1088/0952-4746/22/4/601